# Coryphaena equiselis
Espèce
Statut de conservation UICN

 LC  : Préoccupation mineure
La Petite dorade coryphène  est un poisson marin de la famille des Coryphaenidae. Elle est de plus petite taille et moins répandue que Coryphaena hippurus (coryphène ou dorade coryphène ou mahi-mahi). Elle est également appelée coryphène dauphin.
On la trouve dans les eaux tropicales des océans de la planète à des profondeurs allant de 0 m à 400 m.
Sa taille maximum est de 146 cm. Sa taille commune est de 50 cm.
Cette espèce a une espérance de vie allant de 3 à 4 ans. Ils sont souvent confondus avec des mahi-mahi juvéniles.
Il est carnivore et se nourrit de petits poissons et de calmars.

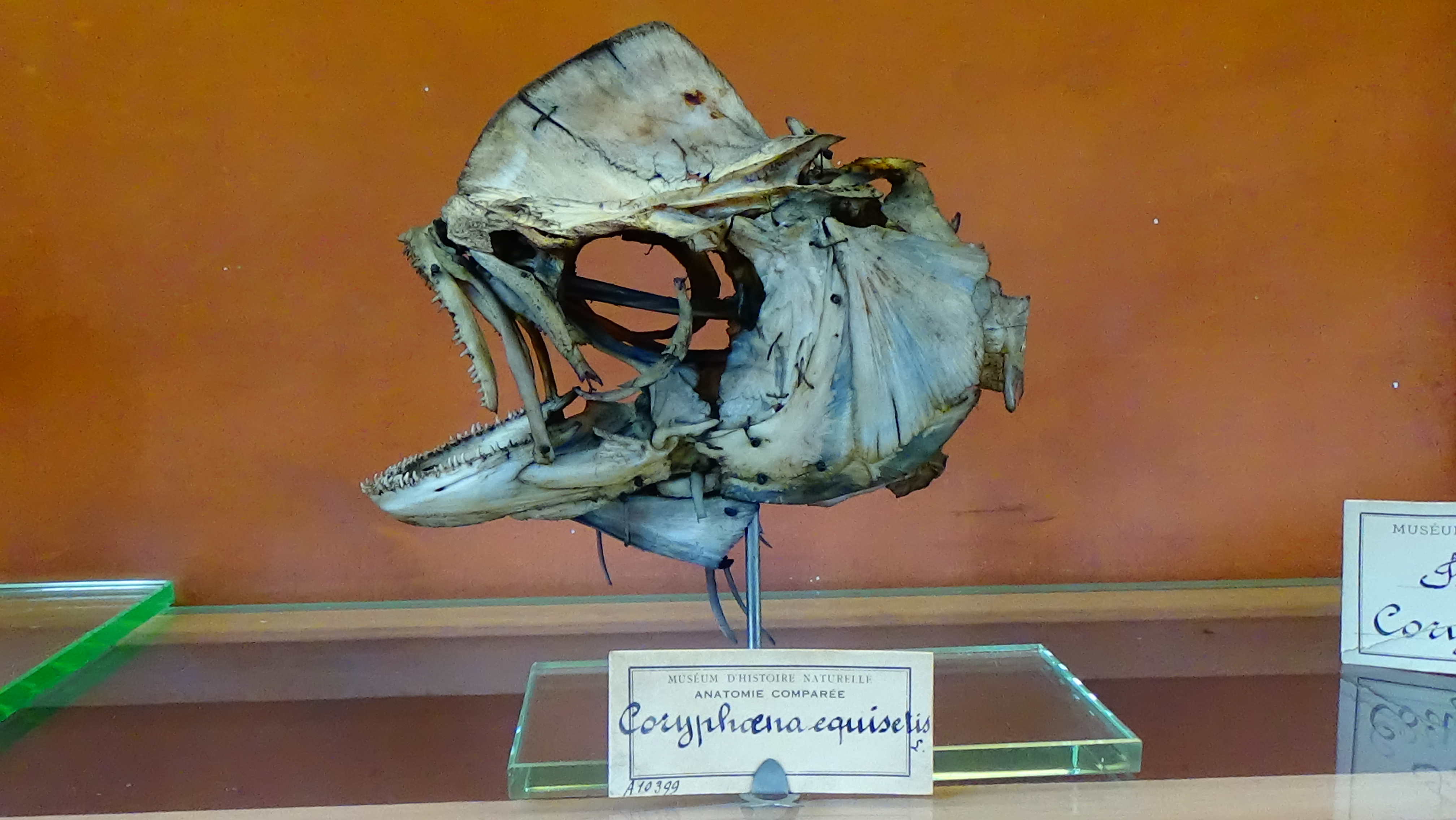
Coryphaena equiselis - tête squelette Museum d'histoire naturelle de Paris 2